# تاب برتغال
طيران تاب البرتغال تأسس في عام 1945 هي النقال الوطني البرتغالي وتتخذ مطار لشبونة مطار رئيسي ولديها أكثر من 90 وجهة في العالم وهي أيضا في تحالف ستار العالمي منذ عام 2005 وتشغل في المتوسط 2500 رحلة أسبوعيًا إلى 90 وجهة في 34 دولة حول العالم. تمتلك الشركة أسطولًا مكونًا من طائرت إيرباص ويتبع للشركة شركة الطيران الإقليمية تاب إكسبريس.
وفقاً لتقرير مركز تقييم بيانات حوادث طائرات الركاب النفاثة حول أمان طائرات الركاب، تم تصنيف تاب البرتغال كشركة الطيران الأكثر أماناً في أوروبا الغربية ورابع شركات الطيران من حيث الأمان في العالم، فقط بعد كانتاس، الفنلندية والنيوزيلندية للطيران.

## التاريخ
وصول دوغلاس دي سي-4 التابعة لتاب إلى مطار لندن هيثرو من لشبونة في عام 1954
تأسست شركة الطيران في 14 آذار/ مارس 1945، وبدأت الخدمات التجارية في 19 أيلول/ سبتمبر 1946، من لشبونة إلى مدريد بواسطة دوغلاس دي سي-3 تحت اسم البرتغالية للنقل الجوي (تاب). في يوم 31 كانون الأول/ ديسمبر، بدأت تاب خطوطها الجوية الملكية، وهي خدمة إمبريالية ذات اثني عشر وقفة بما في ذلك لواندا، أنغولا وورنسو ماركيز (الآن مابوتو)، الموزامبيق.
في عام 1947، بدأت الخدمات المحلية من لشبونة إلى بورتو وكذلك من ساو تومي إلى لندن. تم شراء أربعة طائرات دوغلاس دي سي-4 أسياد السماء في عام 1947، وبقيت في الخدمة حتى عام 1960. واستخدمت هذه على الخطوط المتجهة إلى أفريقيا وإلى الوجهات الأوروبية الرئيسية بما في ذلك لندن. بدأت تاب خدماتها إلى طنجة والدار البيضاء في عام 1949. وفي عام 1953، أصبحت شركة الطيران شركةً خاصة.

## شؤون الشركة
يقع مكتب تاب الرئيسي في البناء 25 على أراضي مطار بورتيلا في سانتا ماريا دوس اوليفيس، لشبونة.
بدءاً من 28 شباط/ فبراير 2011 بدأت تاب بث حملتها «تاب ترحب بكم» (TAP de Braços Abertos)، التي تضم شعارها الجديد. ولعب ثلاثة مغنين، المغنية البرازيلية روبرتا دي سا، والمغنية البرتغالية ماريزا، والمغني الأنغولي باولو فلوريس دور البطولة في فيديو موسيقي مع أغنية «آرمز وايد أوبن».

## الوجهات
طيران تاب البرتغالي هي شركة الطيران الأوروبية الرائدة التي تطير إلى البرازيل، وتقدم المزيد من الوجهات من مركزها الرئيسي في لشبونة أكثر من أي شركة طيران أوروبية أخرى. يمر العديد من الأوروبيين عبر البرتغال للسفر إلى البرازيل بسبب عدد كبير الوجهات الكبير التي تقدمها تاب البرتغال في في أمريكا الجنوبية.

### اتفاقية الرمز المشترك
لدى تاب البرتغال اتفاقية الرمز المشترك مع الشركات التالية:
- طيران إيجيان
- طيران البلطيق[12]
- طيران كندا
- طيران الصين
- طيران الهند[13]
- خطوط كل اليابان الجوية
- الخطوط الجوية النمساوية
- Azores Airlines
- أزول البرازيل
- خطوط العاصمة بكين الجوية[14]
- خطوط بروكسل الجوية
- الخطوط الجوية الكرواتية
- مصر للطيران
- طيران الإمارات
- الخطوط الجوية الإثيوبية
- الاتحاد للطيران
- فين إير
- Gol Transportes Aéreos
- إيتا (شركة طيران)[15]
- خطوط جيت بلو الجوية
- الخطوط الجوية الموزمبيقية
- خطوط لوت الجوية البولندية
- لوفتهانزا
- لوكس إير
- Nordica[16]
- خطوط إس سفن
- الخطوط الجوية السنغافورية
- خطوط جنوب إفريقيا الجوية
- الخطوط الجوية الدولية السويسرية
- الخطوط الجوية الدولية التايلاندية
- الخطوط الجوية التركية
- الخطوط الجوية الدولية الأوكرانية[17][18]
- الخطوط الجوية المتحدة

## الأسطول

### الأسطول الحالي
اعتبارًا من مايو 2022، تشغل تاب البرتغال أسطولًا من طائرات إيرباص يتكون من الطائرات التالية:
| الطائرة              | في الخدمة | مطلوبة | الركاب       | الركاب            | الركاب   | الركاب  | مراجع  | ملاحظات |
| الطائرة              | في الخدمة | مطلوبة | رجال الأعمال | السياحية المتميزة | السياحية | المجموع | مراجع  | ملاحظات |
| -------------------- | --------- | ------ | ------------ | ----------------- | -------- | ------- | ------ | ------- |
| إيرباص إيه 319       | 5         | —      | —            | —                 | 144      | 144     |        |         |
| إيرباص إيه 320       | 15        | —      | —            | —                 | 174      | 174     |        |         |
| إيرباص إيه 320 نيو   | 11        | 4      | —            | —                 | 174      | 174     | [ 21 ] |         |
| إيرباص إيه 321       | 3         | —      | 12           | —                 | 204      | 216     |        |         |
| إيرباص إيه 320 إل أر | 10        | 2      | 16           | 48                | 107      | 171     | [ 22 ] |         |
| إيرباص إيه 320 إل أر | 10        | 2      | 16           | —                 | 182      | 198     | [ 22 ] |         |
| إيرباص إيه 321 نيو   | 10        | 2      | 12           | —                 | 204      | 216     | [ 23 ] |         |
| إيرباص إيه 321 نيو   | 10        | 2      | —            | —                 | 221      | 221     | [ 23 ] |         |
| إيرباص إيه 330       | 3         | —      | 25           | —                 | 244      | 269     |        |         |
| إيرباص إيه 330 نيو   | 19        | 2      | 34           | 96                | 168      | 298     | [ 23 ] |         |
| المجموع              | 76        | 10     |              |                   |          |         |        |         |

طلبت شركة تاب 21 من طائرة إيرباص إيه 330 نيو، طلبت 10 منها مباشرة من شركة إيرباص وسيتم تأجير الباقي. قدرت شركة تاب البرتغال أنه بحلول 2025 سيبلغ أسطول تاب إكسبرس 133 طائرة.

### الأسطول التاريخي
| الطائرة                                | أدخلت | سحبت      |
| -------------------------------------- | ----- | --------- |
| إيرباص إيه 310                         | 1988  | 2008      |
| إيرباص إيه 330                         | 2017  | 2019      |
| إيرباص إيه 340                         | 1995  | 2019      |
| بوينغ 707                              | 1965  | 1990      |
| بوينغ 727-100                          | 1967  | 1989      |
| بوينغ 727-200                          | 1975  | 1991      |
| بوينغ 737                              | 1983  | 1999      |
| بوينغ 737 كلاسيك                       | 1988  | 2001      |
| بوينغ 747                              | 1972  | 1984      |
| دي هافيلاند كندا دي إتش سي 6 توين أوتر | 1979  | غير معروف |
| دوغلاس دي سي-3                         | 1945  | 1959      |
| دوغلاس دي سي-4                         | 1947  | 1960      |
| لوكهيد إل-1011 تراي ستار               | 1983  | 1997      |
| لوكهيد إل-1049 سوبر كونستليشن          | 1953  | 1967      |
| سود أفياسيون كارافيل                   | 1962  | 1969      |

## وصلات خارجية
- الموقع الرسمي لتاب برتغال